# Papugi wschodnie
Papugi wschodnie (Psittaculidae) – rodzina ptaków z rzędu papugowych (Psittaciformes). 

## Zasięg występowania
Rodzina obejmuje gatunki występujące w Afryce, Azji, Australii i Oceanii. 

## Systematyka
Do rodziny należą następujące podrodziny:
- Psittaculinae Vigors, 1825 – papugi wschodnie
- Loriinae Selby, 1836 – damy